# Vidas prestadas
Vidas prestadas (En inglés: Borrowed Lives), es una telenovela peruana - venezolana producida 
por Iguana Producciones transmitida por la cadenas televisivas Venevisión y Panamericana Televisión. La telenovela fue originalmente escrita por el peruano Alfonso Pareja.
Fue protagonizada por Grecia Colmenares, Luis José Santander, Sonia Oquendo, Carlos Tuccio y Jesús Delaveaux. Su emisión en Perú, Ecuador fue el 26 de junio de 2000 y Venezuela fue el 19 de noviembre de 2000.

## Argumento
Vidas prestadas cuenta la historia de Fernanda Valente (Grecia Colmenares), una joven que sufre tras el abandono de su novio el mismo día de su boda. Por otro lado, está José María "Chema" Rivero (Luis José Santander), un hombre que anda en busca de trabajo y ve la oportunidad de conseguirlo cuando su amigo, Marcos (Javier Echevarría Escribens), le propone salir de Paraguay y alejarse de los problemas legales que lo amenazan. Sin embargo, el avión en que viajan Chema y Marcos sufre un accidente, y sólo Chema sobrevive. 
De este modo, Chema decide aprovechar la situación y suplantar la identidad Marcos. Al llegar a su destino, Chema (con la identidad de su amigo) descubre que tiene dos "primos": Renato (Bernie Paz) y Fernanda. Pero nunca imagina que uno se convertiría en su peor enemigo y la otra, en su más grande amor.

## Reparto
- Grecia Colmenares como Fernanda Valente López.
- Luis José Santander como José María 'Chema' Rivero.
- Sonia Oquendo como Joanna López de Valente.
- Carlos Tuccio como Édgar Valente.
- Jesús Delaveaux como Federico Galindo.
- Toño Vega como Ramón 'Moncho' Vidales Gringas.
- María Pía Ureta como Diana Virgil.
- Vanessa Terkes como Kathy Vigas.
- Karina Calmet como Elisa Galindo.
- Bernie Paz como Renato 'Renny' Valente López.
- Ernesto González Quattrini como Antonio 'Tony' Ortega.
- Cécica Bernasconi como Becky Lipton.
- María José Zaldívar como Felicia Sánchez Viscero.
- Carlos Carlín como Mauricio Virgil.
- Baldomero Cáceres como Gary.
- Mónica Sáenz como Ángela Ruiz.
- Janet Murazzi como Irma.
- Silvestre Ramos como Néstor Gardenia.
- Karlos Granada como Lorenzo.
- Javier Echevarría Escribens como Marcos Quiroga.
- Patricia Frayssinet como Graciela Quiroga.
- Marcelo Oxenford como Óscar Salinas.
- Júlio Andrade como Adrián González Chávez.
- Gabriel Calvo como Germán Viterio.
- Antonio Dulzaides como Michael Gouber.
- Diego La Hoz como Carlos.
- Maryloly López como Enfermera.
- Elsa Olivero como Raquel Iturbe.
- Paul Vega como Fabián Montero.

## Producción
| Cargo                 | Encargado                       |
| --------------------- | ------------------------------- |
| Guion                 | Alfonso Pareja                  |
| Jefé de Producción    | Rocio Ibérico Susana Bamonde    |
| Director de Arte      | Javier Durand Kari Delgado      |
| Sonorización y música | Daniel Padilla                  |
| Edición               | Segundo Rivera Carlos Naranjo   |
| Dirección Fotográfica | Fernando Vega                   |
| Dirección             | Luis Barrios Aldo Salvini       |
| Productores Asociados | Luis José Santander Jorge Felix |
| Producción Ejecutiva  | Margarita Morales Macedo S.R.   |
| Producción General    | Luis Llosa Urquidi              |